# Seon
Seon (gsw. Seen) – gmina (niem. Einwohnergemeinde) w Szwajcarii, w kantonie Argowia, w okręgu Lenzburg. Liczy 5 198 mieszkańców (31 grudnia 2020). 